# Sigma Scorpii
Alniyat eller Sigma Scorpii (σ Scorpii, förkortat Sigma Sco, σ Sco), som är stjärnans Bayer-beteckning, är en multippelstjärna i den norra delen av stjärnbilden Skorpionen. Den har en kombinerad skenbar magnitud på +2,88 och är synlig för blotta ögat där ljusföroreningar ej förekommer. Baserat på parallaxmätningar i Hipparcos-uppdraget på ca 4,7 mas beräknas den befinna sig på ca 700 ljusårs (214 parsek) avstånd från solen. North et al. (2007) beräknade en mer exakt uppskattning till 568+75-59 ljusår (174+23-18 parsek).

## Nomenklatur
Sigma Scorpii och Tau Scorpii har tillsammans det traditionella namnet Al Niyat (eller Alniyat ) som härstammar från den arabiska stjärnan al-niyāţ "artärerna" och hänvisar till deras position som flankerar stjärnan Antares, skorpionets hjärta, med Sigma Scorpii nära intill i norr.
År 2016 organiserade Internationella astronomiska unionen en arbetsgrupp för stjärnnamn (WGSN) med uppgift att katalogisera och standardisera riktiga namn för stjärnor. WGSN fastställde i februari 2017 namnet Alniyat för Sigma Scorpii Aa1 vilket nu ingår nu i listan över IAU-godkända stjärnnamn.

## Egenskaper
Primärstjärnan Sigma Scorpii Aa1 är en blå till vit jättestjärna av spektralklass B1 III. Den har en massa som är ca 18 gånger solens massa, en radie som är ca 12 gånger större än solens och utsänder ca 29 000 gånger mera energi än solen från dess fotosfär vid en effektiv temperatur på ca 26 200 K.
Sigma Scorpii är en pulserande variabel av Beta Cephei-typ. Den varierar mellan skenbar magnitud 2,86 och 2,94 med en period av 0,246839 dygn eller 5,9241 timmar. Under varje pulsationscykel varierar stjärnans temperatur med 4 000 ± 2 000 K.
Den ljusaste komponenten i systemet, Sigma Scorpii Aa, är en dubbelsidig spektroskopisk dubbelstjärna, vilket innebär att paret inte har lösts upp med ett teleskop. Istället bestäms deras bana genom förändringar i deras kombinerade spektrum som orsakas av ändringar av Dopplereffekten. Detta anger att paret fullgör ett omlopp på 33,01 dygn och har en excentricitet på 0,32.
Separerad med en halv bågsekund, eller åtminstone 120 Astronomiska enheter (AE), ligger följeslagaren Sigma Scorpii Ab av magnitud 5,2, som har en omloppsperiod på över hundra år. Ännu längre ut, separerad med 20 bågsekunder, eller mer än 4 500 AE, ligger Sigma Scorpii B av magnitud +8,7.